# Jacques Yerna
Jacques Yerna  (né le 24 novembre 1923 à Liège - mort le 11 mars 2003 dans cette même ville) était un syndicaliste, journaliste et homme politique belge ainsi qu'un militant wallon.

## Biographie
Jacques Yerna est né à Liège d'un père liégeois et d'une mère gantoise. « Ils se sont rencontrés à Gand à la fin de la Première Guerre alors que mon père revenait du front ». Son père, Robert, au départ ouvrier, devient secrétaire régional de Liège du syndicat Gazelco-CGSP et sa mère est fille d'employé gantois. Jacques Yerna était parfaitement bilingue. Ce milieu familial est à l'origine de son engagement politique. En 1947, il sort de l'Université de Liège avec une licence en sciences économiques. Après un passage de quelques mois au ministère du Travail où il crée et dirige le service d’études statistiques dont il démissionne pour cause de divergence sur la gestion du service, il obtient un poste d'acheteur au Grand Bazar (1948). Dès 1949, il rentre au sein du nouveau service « conseils d'entreprise » de la Fédération générale du travail de Belgique (FGTB). En tant que syndicaliste, il participe aux réunions du bureau d'études syndicales, présidé par le professeur Henri Janne de l'Université libre de Bruxelles (ULB), dont la mission principale réside en la concrétisation des réformes proposées par André Renard. 
Jacques Yerna rédige de nombreux articles dans divers journaux progressistes. Il fut membre des directions de La Gauche (dont l'éminence grise était l'économiste marxiste Ernest Mandel) et de La Wallonie. Un éditorial publié en 1956, où il critique les métallurgistes qui n'ont pas rejoint les mineurs en grève du Borinage, provoque son licenciement. 
Après avoir été dès 1959 secrétaire national de Gazelco, dont son père fut un des responsables, il devient, à la suite de la disparition d’André Renard en 1962, secrétaire de la régionale Liège-Huy-Waremme de la FGTB, et ce jusqu’en 1988, année de son admission à la retraite. La logique aurait voulu qu'il occupe un jour le poste de président ou de secrétaire fédéral de la FGTB... Mais Jacques Yerna considérait être parfaitement à sa place dans son rôle de secrétaire régional. Parallèlement, il enseignera aussi l'économie à l'École Supérieure d'Action Sociale de Liège (formation d'assistants sociaux)
Comme le note Paul Delforge, Jacques Yerna est partisan d'un fédéralisme lié à un projet socialiste pour la Wallonie. Il participe à toutes les actions visant à l'émergence d'une conscience et d'un pouvoir wallon de 1962 à 1963. Son attachement au fédéralisme lui vaut d'être attaqué par le Parti socialiste belge (PSB). À la suite de « l'affaire de Chaudfontaine » (des affiches pro-wallonnes avaient été collées dans cette ville en 1964), il quitte ce parti pour se consacrer pleinement au Mouvement populaire wallon. 
Il réintègre le PSB trois ans plus tard où il milite pour un rapprochement des fédérations wallonnes du parti et de la FGTB. Yerna se montre favorable à toutes les initiatives tendant au rassemblement des progressistes en Wallonie. C'est ainsi qu'il codirige avec Max Bastin et François Martou du Mouvement ouvrier chrétien le « groupe B.Y » qui publie dans les années 1970 l'ouvrage Quelle Wallonie ? Quel socialisme ? et divers autres documents. Il fut aussi l'un des « compagnons de route » de la gauche radicale. En 1978, il publie avec Ernest Glinne un manifeste dans lequel il réaffirme ses convictions idéologiques.
Jusqu'à sa mort, Jacques Yerna reste actif sur le plan politique. Ainsi, il va soutenir la création en 1996 de la Coordination antifasciste de Belgique (CAF) et demeurera, notamment, président du Rassemblement liégeois pour la Paix jusqu'en 2002. Ses archives sont en partie conservées à l'Institut d'histoire ouvrière, économique et sociale (IHOES).